# Idroclorotiazide
L'idroclorotiazide è un diuretico tiazidico appartenente alla classe delle benzotiazidi, che agisce a livello renale inibendo la capacità di quest'organo nel ritenere sodio e acqua. L'aumentata diuresi riduce il volume di sangue, il ritorno plasmatico verso il cuore e l'output cardiaco.

## Farmacodinamica
Il composto esercita la sua attività diuretica tramite l'inibizione del simporto (cotrasportatore) Na+-Cl- a livello del tubulo contorto distale, competendo per il sito di trasporto del cloro. Il cotrasportatore Na+-Cl− svolge la funzione di facilitatore del riassorbimento di sodio dal tubulo distale in direzione dell'interstizio. Idroclorotiazide, riducendo il riassorbimento di sodio, determina un aumento di volume di fluidi che viene perso con le urine (ovvero una maggiore escrezione di sodio e acqua), il che comporta una riduzione del volume extracellulare così come una contrazione del volume plasmatico.
La perdita di questo volume di fluidi a sua volta determina una riduzione del ritorno venoso, un incremento di rilascio di renina, una riduzione dell'output cardiaco e una riduzione della pressione arteriosa. Il composto, come altri tiazidi, aumenta il riassorbimento di calcio da parte del tubulo distale in modo non correlato al trasporto di sodio. Inoltre, attraverso altri meccanismi non completamente chiariti, si ritiene che la molecola, con l'uso cronico, possa comportare una riduzione della resistenza vascolare periferica.

## Farmacocinetica
Dopo somministrazione orale idroclorotiazide viene ben assorbita dal tratto gastroenterico, sia pure con variabilità individuali. La contemporanea somministrazione di cibo riduce la quota assorbita. La biodisponibilità della molecola raggiunge il 70%. L'emivita di eliminazione è pari a circa 2,5 ore. Il farmaco si distribuisce nello spazio extracellulare, non oltrepassa la barriera ematoencefalica, ma attraversa la barriera placentare e viene secreto nel latte. L'eliminazione dall'organismo avviene attraverso l'emuntorio renale: circa il 60% del farmaco viene eliminato immodificato entro 24 ore.

## Usi clinici
La molecola è utilizzata nel trattamento degli stati edematosi in genere, sia associati a malattie cardiache (insufficienza cardiaca congestizia), sia epatiche (cirrosi epatica) sia renali (sindrome nefrosica, insufficienza renale cronica e glomerulonefrite acuta). Si usa anche per trattare l'ipercalciuria di varia origine.
A volte idroclorotiazide viene anche utilizzata per il trattamento dell'ipoparatiroidismo, della malattia di Dent e della malattia di Ménière.
Nel diabete insipido, l'effetto dei diuretici tiazidici è presumibilmente legato a un aumento del riassorbimento di sodio e acqua nel tubulo prossimale, indotto dall'ipovolemia. Viene così a diminuire l'acqua nei siti ADH-sensibili dei tubuli collettori e in ultima analisi si assiste a una diminuita diuresi.

## Effetti collaterali e indesiderati
Gli effetti avversi potenzialmente più gravi dei tiazidici sono associati alle anomalie idroelettrolitiche da essi indotte e in particolare alla riduzione del volume extracellulare, all'alcalosi metabolica, all'ipotensione arteriosa, nonché a ipokaliemia, ipomagnesiemia, ipercalcemia e iperuricemia. Va tenuto presente che molti soggetti in trattamento con diuretici tiazidici sono a rischio di sviluppare iponatriemia fatale.
Idroclorotiazide può causare anche altri disturbi di tipo gastrointestinale (ad esempio perdita di appetito, secchezza delle fauci, dispepsia, nausea, vomito, dolori addominali crampiformi, diarrea o costipazione). Sono stati segnalati anche casi di colecistite e pancreatite.
 Alcuni pazienti in corso di trattamento possono sviluppare disturbi di tipo neurologico (generalmente cefalea, vertigini, parestesie e disturbi cutanei e da ipersensibilità (rash cutaneo, orticaria, fotosensibilità). Altri effetti indesiderati segnalati comprendono affaticamento, gotta, impotenza. Come già ricordato idroclorotiazide e altri tiazidici possono comportare iperglicemia e anche un aumento delle concentrazioni plasmatiche di colesterolo totale e LDL, così come dei trigliceridi totali.

## Controindicazioni
Il farmaco è controindicato nei soggetti con ipersensibilità individuale nota al principio attivo, ai sulfamidici oppure a uno qualsiasi degli eccipienti della formulazione farmacologica. Non deve essere utilizzato nei soggetti che presentano insufficienza renale o epatica, iperuricemia, anuria, ipokaliemia refrattaria, iponatriemia. Il farmaco è controindicato anche nelle donne in stato di gravidanza o che allattano al seno.

## Gravidanza e allattamento
Va ricordato che un uso routinario di diuretici in una gravidanza a normale evoluzione è inappropriato ed espone la madre e il nascituro a rischi evitabili. La tossiemia gravidica non è affatto prevenibile con l'uso di diuretici e pertanto questi ultimi non sono di alcuna utilità. L'edema della gravida è correlato a un minor ritorno venoso causato dalle aumentate dimensioni dell'utero, ed è trattato correttamente semplicemente tramite l'elevazione degli arti inferiori e l'utilizzo di calze elastiche.
La Food and Drug Administration (FDA) ha inserito l'idroclorotiazide in classe B per l'uso in gravidanza. Questa classe comprende i farmaci i cui studi riproduttivi sugli animali non hanno mostrato un rischio per il feto e per i quali non esistono studi controllati sull'uomo. Comprende inoltre farmaci i cui studi sugli animali hanno mostrato un effetto dannoso (oltre a un decremento della fertilità) che non è stato confermato con studi controllati in donne nel primo trimestre di gravidanza e per i quali non c'è evidenza di danno nelle fasi avanzate della gravidanza.
I tiazidici sono escreti nel latte materno. A causa delle potenziali reazioni avverse nei lattanti, tenendo presente l'importanza del trattamento per la madre, si deve decidere se si intende interrompere l'assunzione del diuretico durante il periodo di allattamento al seno, oppure se si vuole rinunciare a quest'ultimo.

## Interazioni
- Diazossido: la contemporanea somministrazione con idroclorotiazide può comportare iperglicemia.[22]
- Litio: il trattamento di associazione può ridurre l'escrezione renale di litio.
- Diuretici dell'ansa (furosemide e altri): la co-somministrazione con idroclorotiazide determina effetti sinergici che possono condurre a una diuresi eccessiva, spesso associata ad alterazioni elettrolitiche.
- Glicosidi cardioattivi digitalici (digossina, digitossina): dal momento che idroclorotiazide può causare ipokaliemia e ipomagnesemia, la terapia di associazione potenzialmente può indurre gravi aritmie digitale-correlate.
- Resine sequestranti gli acidi biliari (colestiramina, colestipolo, colesevelam): questi composti somministrati in associazione con idroclorotiazide possono ridurre l'assorbimento del tiazidico. Se la terapia d'associazione non può essere evitata idroclorotiazide deve essere assunta almeno due ore dopo tali resine.[23][24]